# 員樹林
員樹林，是臺灣桃園市大溪區的一個傳統地域名稱，位於該區西北部。相較於今日行政區，其範圍大致包括南興里東南端一小部分、員林里、光明里、三元里不含東南端、瑞源里東北部不含東北角、康安里不含西部、瑞興里西南端近光明里兩小塊地。

## 歷史
台灣清治末期至日治初期，員樹林地區為一街庄，稱為「員樹林庄」，隸屬於桃澗堡。該庄北與埔頂庄為鄰，東與缺仔庄為鄰，東南邊一小段與內柵庄為界，南邊及西邊南段為蕃仔藔庄，西邊北段為南興庄。
1901年（日治明治三十四年）11月，全台設置二十廳，該庄隸屬於桃仔園廳。1903年（明治三十六年），改名桃園廳。1909年（明治四十二年）10月，合併二十廳為十二廳，該庄隸屬不變。1920年（大正九年），廢十二廳改設五州二廳，該庄改制為「員樹林」大字，隸屬於新竹州大溪郡大溪街。
戰後大溪街改制為大溪鎮，隸屬於新竹縣，大字亦改制為里。1950年桃、竹、苗分治，大溪鎮改隸屬於桃園縣。2014年12月，桃園縣升格為直轄桃園市，大溪鎮改制為大溪區。因人口增加，本地區已拆分為多個里。

## 交通
國道3號又稱「福爾摩沙高速公路」，是貫穿台灣西部的兩條縱向高速公路之一，大致以北北東—南南西走向經過員樹林地區西北角界點，其北側市道112甲線交會處即為大溪交流道，由此進入可快速前往台灣西部各地。
省道台3線（員林路二段）俗稱「內山公路」，是臺北至屏東的幹道，大致以東北—西南走向轉縱向再轉東北—西南走向經過本地區中部偏西北地帶，向東北轉西南再轉東南可前往大溪市區、三峽、土城、板橋等地，向西南可前往龍潭、關西、橫山、竹東下公館等地。
省道台3乙線（石園路）是員樹林至深窩的幹道，其東北側端點位於本地區西部邊界的省道台3線路口。由此沿邊界向南南西出邊界後，可前往番子寮、淮子埔、三坑子、大坪、打鐵坑、銅鑼圈並止於省道台3線路口。
市道112甲線是南興至員樹林的道路，也是大溪交流道聯絡道，其南側端點位於本地區北部省道台3線路口。由此向西北經大溪交流道後轉北北東可前往省道台66線（東西向快速公路－觀音大溪線）東側端點，續行可前往南興並止於縣道112號路口。

## 學校
- 國防大學中正嶺校區（大部分）
- 員樹林國小

## 文化資產
- 大溪齋明寺（市定古蹟）